# إنجو-جينيسسيا
إنجو-جينيسسيا (بالفرنسية: Injoux-Génissiat)‏ هي بلدية فرنسية تقع في إقليم الآن في فرنسا. رمز إنسي لها هو:1189. أما الرمز البريدي لها فهو: 1200.